# 似鱎
似鱎（学名：Toxabramis swinhonis）为輻鰭魚綱鯉形目鯝科似鱎屬的鱼类，是中国的特有物种。分布于山东济南、湖北梁子湖、东湖、江苏太湖、江西鄱阳湖、浙江宁波、杭州西湖等，體長可達12公分，多生活于水体中上层。该物种的模式产地在上海。